# Louis Galabert
Pour les articles homonymes, voir Galabert.
Louis Galabert, est un homme politique et militaire né le 27 mars 1773 à Castelnaudary (Aude) et mort le 7 janvier 1841 à Paris.

## Biographie
Louis Jacques Galabert est le fils de Jean Fulcrand Galabert, négociant, et d'Anne Monnat. Après une carrière militaire qui l'amène au grade de colonel, il a été à partir de 1825 et jusqu'à sa mort en 1841 le promoteur d'un projet de canal visant à relier Toulouse à la côte atlantique par le piémont pyrénéen, canal qu'il avait baptisé du nom de « Canal des Pyrénées ». Ce canal devait rejoindre l'Adour au niveau de la commune de Sames, au lieu-dit « bec du Gave », à une trentaine de kilomètres de l'océan, le fleuve devenant alors suffisant pour assurer le reste du parcours jusqu'à Bayonne
Moins heureux que d'autres entrepreneurs-aventuriers de grands projets d'infrastructures de communication par voie navigable du XIXe (comme Ferdinand de Lesseps), il ne parviendra pas à réunir un début de financement des travaux. Louis Galabert commence à promouvoir son projet dès 1825, mais c'est le projet concurrent de canal latéral à la Garonne qui obtient le support de l'État en 1828. Entretenu dans ses espoirs par les déboires du projet concurrent attribué à la société Magendie-Sion du sieur Doin jusqu'en 1838, son rêve s'écroule cette année-là lorsque l'État français reprend le projet à son compte. Il meurt peu après, le 7 janvier 1841. Les travaux du canal latéral à la Garonne seront menés rondement, le canal entrant en service entre Toulouse et Montauban dès 1844, et se voyant achevé en 1856.
Il a été député du Gers de 1831 à 1834, siégeant dans l'opposition.